# Uterus septus
Der Uterus septus ist eine Fehlbildung der Gebärmutter mit einer Scheidewand (Septum), die die Gebärmutterhöhle (Cavum uteri) in zwei Hälften trennt. Die Oberfläche der Gebärmutter ist nicht verändert.

## Einteilung

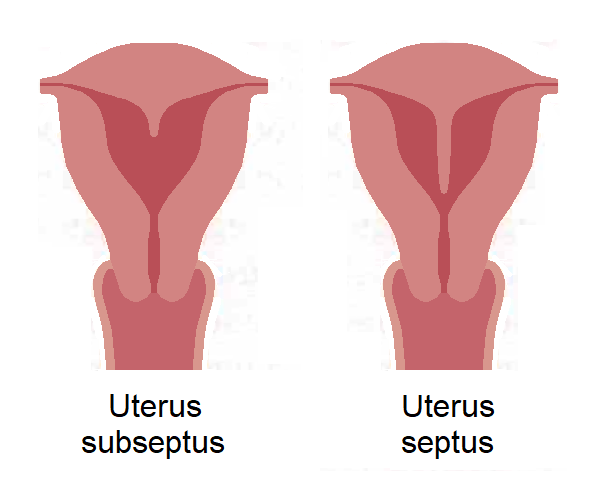
Unterschiedliche Ausprägung der Septe

Je nach Ausmaß der Unterteilung ist folgende Unterteilung gebräuchlich:
- Uterus septus, vollständige Septierung des Corpus uteri bis zur Zervix
- Uterus subseptus, unvollständige Septierung
  - Uterus subseptus unicollis: Septum nur im Korpusbereich
  - Uterus subseptus unicorporeus: Septum nur im Zervixbereich[1]

Je nach Ausmaß der Unterteilung ist folgende Unterteilung gebräuchlich:
- Uterus septus, vollständige Septierung des Corpus uteri bis zur Zervix
- Uterus subseptus, unvollständige Septierung
  - Uterus subseptus unicollis: Septum nur im Korpusbereich
  - Uterus subseptus unicorporeus: Septum nur im Zervixbereich[1]

## Ursache
Zugrunde liegt eine Störung in der Embryonalentwicklung, bei der die Zwischenwand nach Verschmelzung der beiden Müller-Gänge nicht oder nur unvollständig resorbiert worden ist.

## Verbreitung
Der Uterus septus gilt als die häufigste uterine Fehlbildung.

## Diagnose
Die Diagnose wird in der Regel durch Sonografie gestellt.

## Differentialdiagnose
Abzugrenzen sind andere Uterusfehlbildungen, insbesondere der Uterus bicornis.